# Fürstenwalde
Fürstenwalde (em baixo sorábio: Pśibor pśi Sprjewje) é um município da Alemanha, situado no distrito de Oder-Spree, no estado de Brandemburgo. Tem 70,55 km² de área, e sua população em 2019 foi estimada em 31.965 habitantes.